# Howaldtswerke-Deutsche Werft

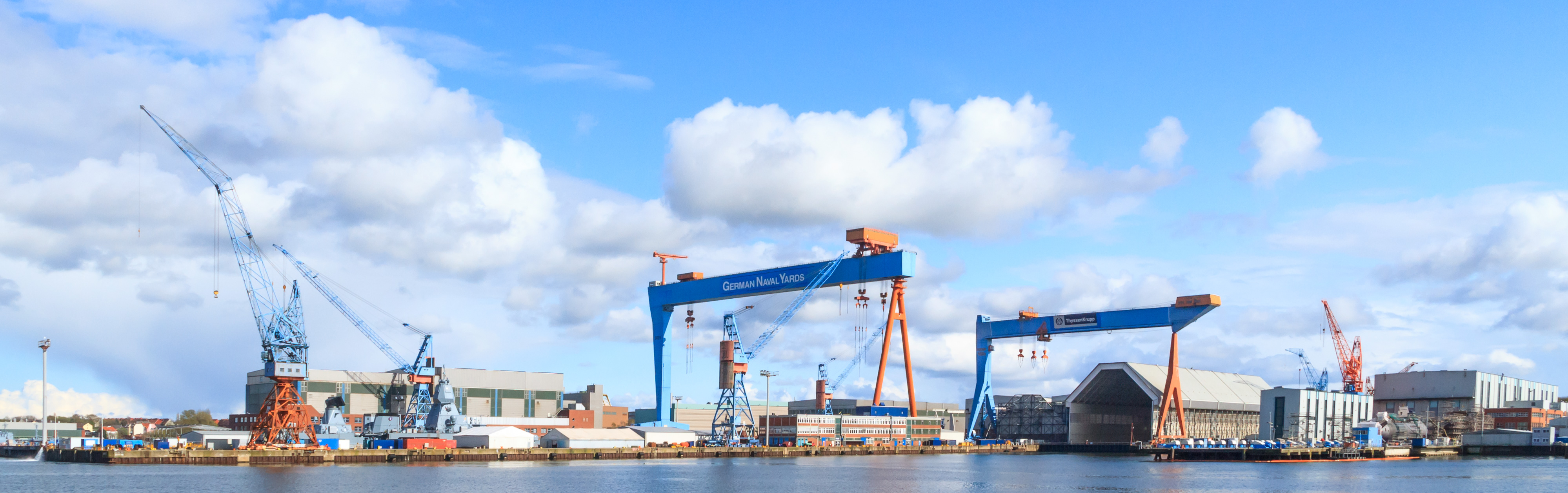
Blick auf das Betriebsgelände an der Kieler Förde

Die Howaldtswerke-Deutsche Werft GmbH (HDW) in Kiel wurde Ende 2012 in ThyssenKrupp Marine Systems GmbH (TKMS) umbenannt. Die Unternehmensgeschichte der deutschen Werft reicht bis zur Gründung einer Eisengießerei und Dampfkesselbauanstalt im Jahr 1838 zurück.

## Hintergrund
Das Unternehmen entstand 1968 aus der Fusion der Howaldtswerke Hamburg A.G. mit der Kieler Howaldtswerke AG, Kiel und der Deutsche Werft AG. Seit der Fusion mit den Thyssenkrupp-Werften am 5. Januar 2005 war HDW eine GmbH-Tochter der Holding ThyssenKrupp Marine Systems AG. Die HDW GmbH wurde mit der Eintragung ins Handelsregister am 10. Dezember 2012 in TKMS GmbH umfirmiert. Bekannt ist das Unternehmen heute vor allem für seine U-Boote mit Brennstoffzellenantrieb der Klasse 212 A, die es in Kooperation mit den Nordseewerken Emden baute.
Die Bundesregierung fördert den Export von U-Booten mit Kreditzusagen und Kaufsubventionen – wie im März 2010 an Griechenland: Damals soll die deutsche Regierung von Griechenland als Voraussetzung für Konzessionen bei der Ausgestaltung des Rettungspakets gefordert haben, zwei U-Boote der „Poseidon-Klasse“ (Typ 214) in Lizenz der HDW für eine Milliarde Euro zu kaufen.
Auch im zivilen Bereich hat die Werft innovative Prototypen konstruiert und gefertigt, wie z. B. die seinerzeit größten Containerschiffe für die APL (American President Line) oder die ersten lukendeckellosen Containerschiffe der Welt für die Reederei Norasia. In der jüngeren Vergangenheit wurden meist Prototypen auf HDW entwickelt und gefertigt und Folgebauten dann in Lizenz im Land der Auftraggeber gebaut. Dies betrifft heute insbesondere sog. „Package“-Verträge im U-Boot-Bau. Dieses Verfahren ist umstritten: Es sichert zwar den „Innovationstandort Deutschland“, aber nicht die Arbeitsplätze in der Fertigung. Der Diebstahl intellektuellen Eigentums seitens des Auslands ist nicht auszuschließen.

## Geschichte

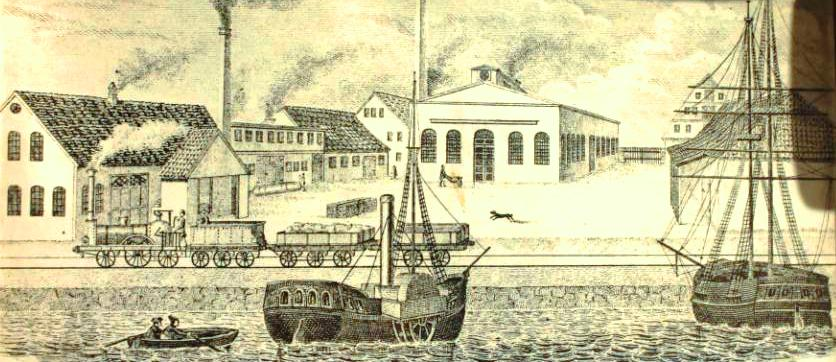
Um 1850, Blick auf die Maschinbaufabrik- und Eisengießerei von Schweffel & Howaldt um 1850

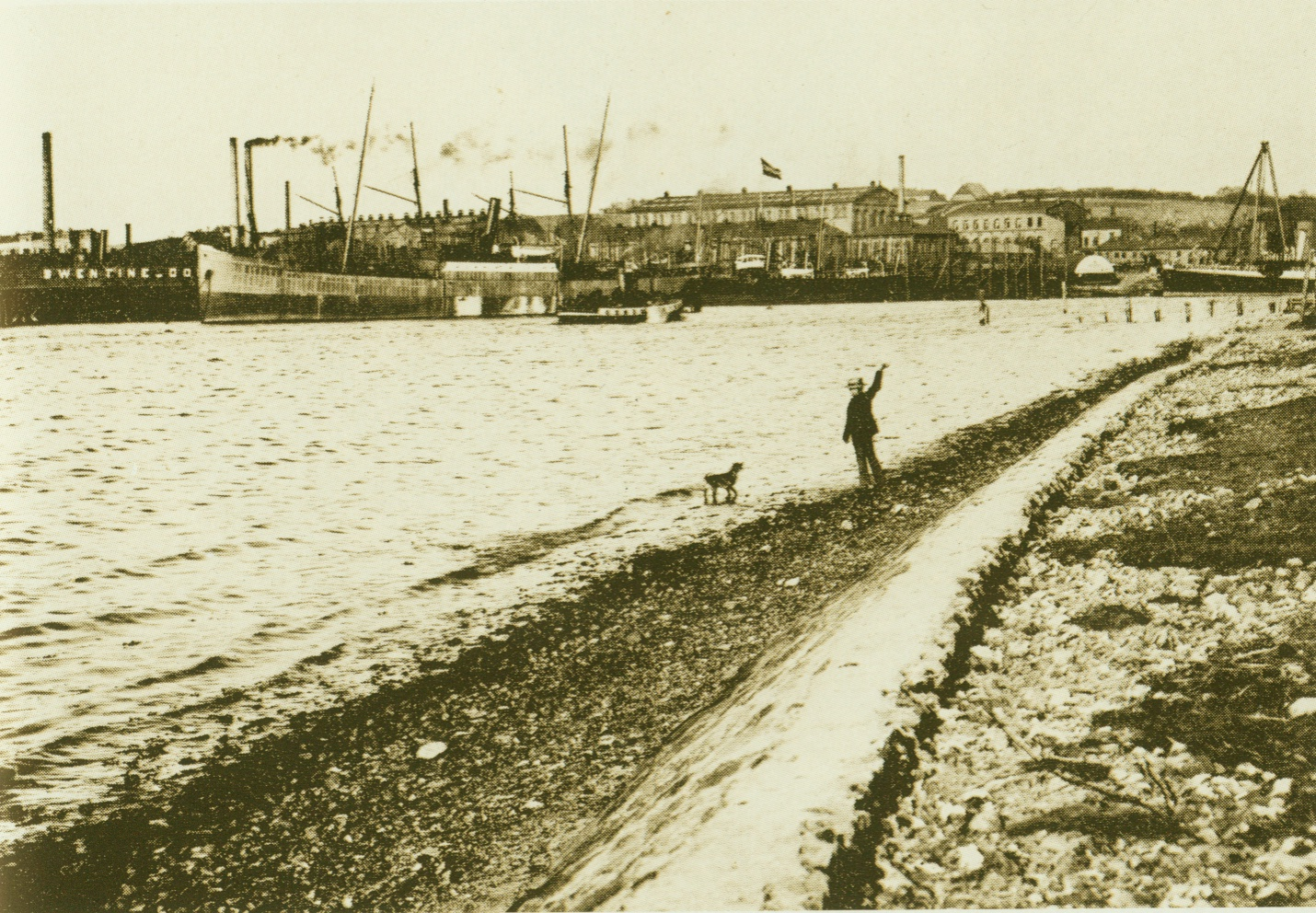
Howaldtswerke in Kiel (1894)

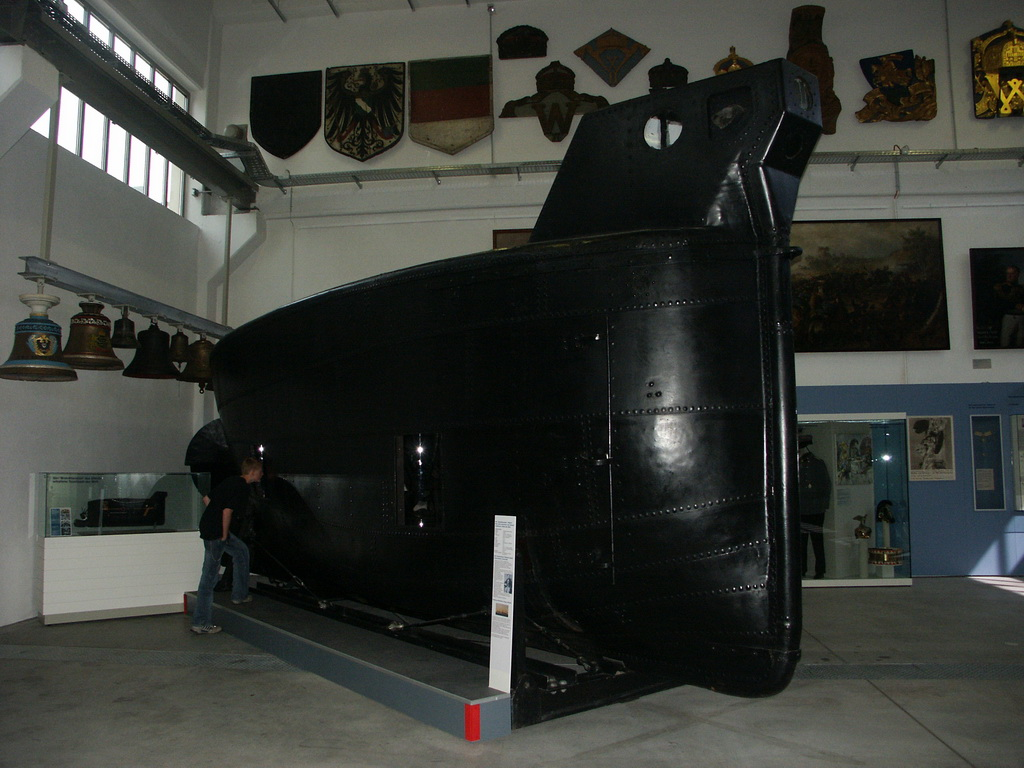
Erstes U-Boot Brandtaucher in Dresden

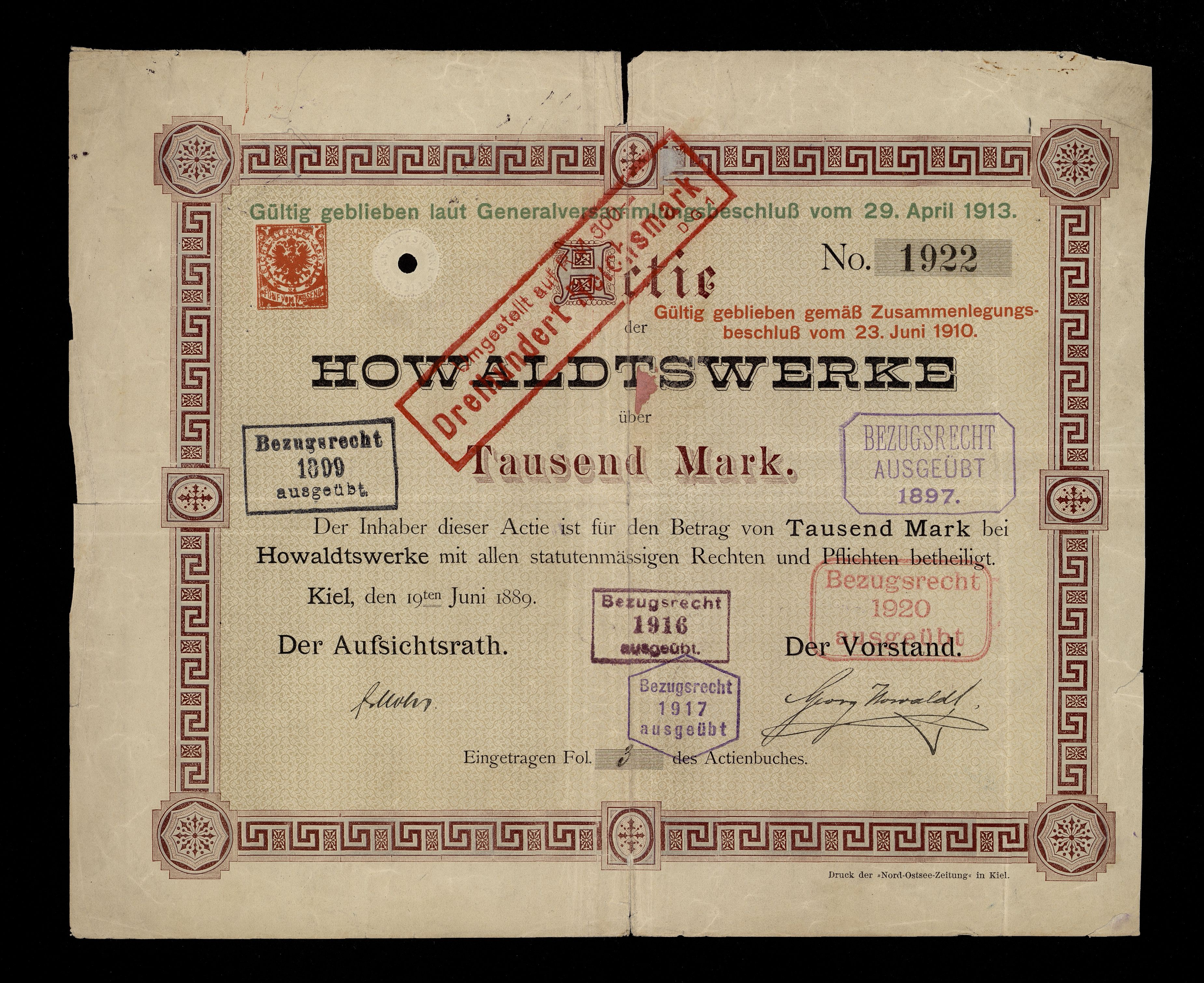
Aktie über 1000 Mark der Howaldtswerke vom 19. Juni 1889

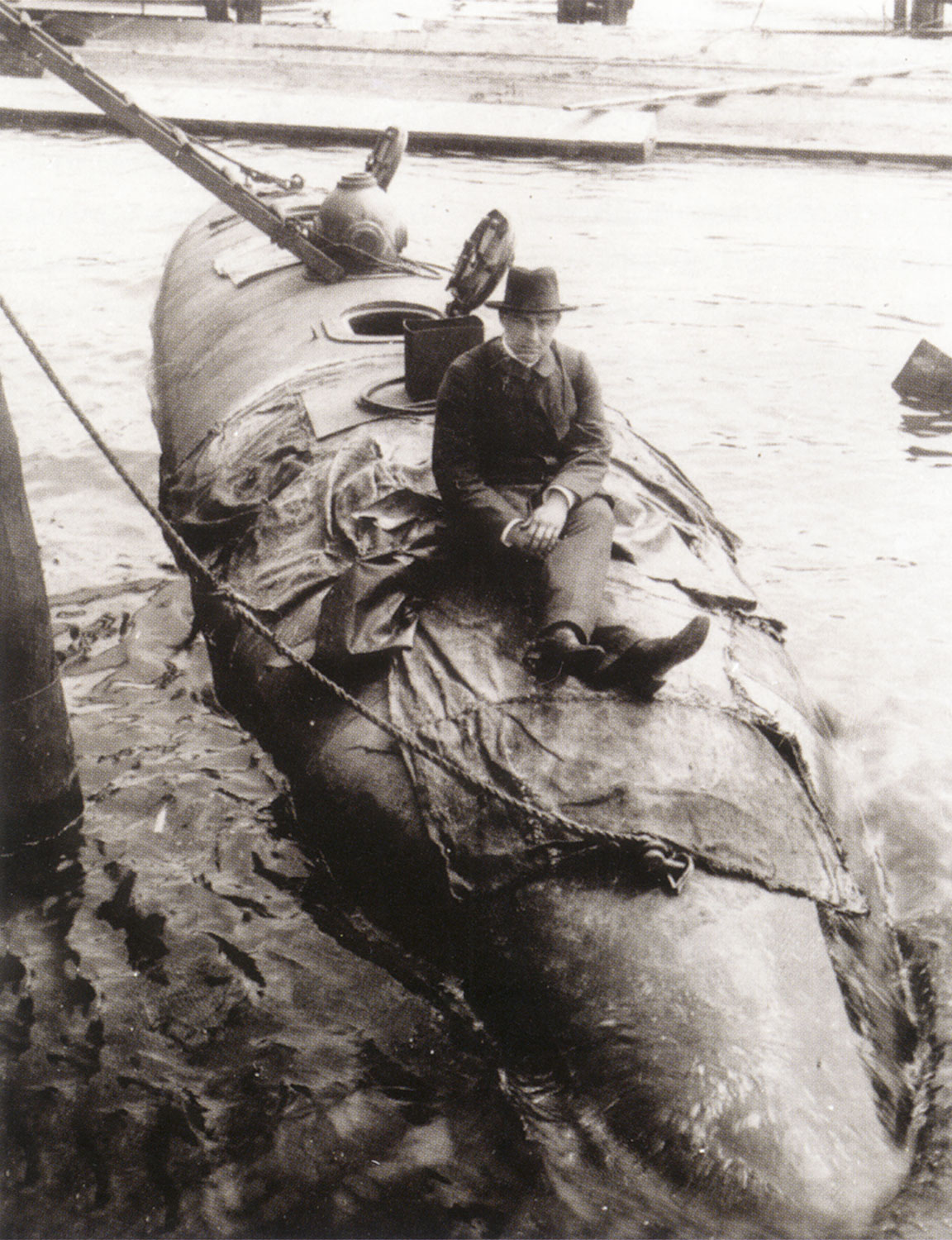
Experimentelles Tauchboot (1897, Baunummer 333)

### Maschinenbauanstalt und Eisengießerei Schweffel & Howaldt (1838)
Am 1. Oktober 1838 gründeten der Ingenieur August Ferdinand Howaldt und der wohlhabende Kieler Kaufmann Johann Schweffel die „Maschinenbauanstalt und Eisengießerei Schweffel & Howaldt“, die in Kiel Kessel, Dampföfen sowie Maschinen für die Landwirtschaft in den Herzogtümern Schleswig und Holstein herstellte. Im Jahr 1849 wurde die erste Dampfmaschine für ein Seeschiff hergestellt, das Kanonenboot Von der Tann der Schleswig-Holsteinischen Marine. Nach der fünfzig Jahre zuvor in Frankreich erprobten Nautilus bauten Schweffel & Howaldt 1850 das erste deutsche U-Boot, den Brandtaucher; heute in Dresden im Militärhistorischen Museum der Bundeswehr zu besichtigen. Der Bau in Kiel entstand eher aus Zufall, denn im Schleswig-Holsteinischen Krieg waren die Dänen dem ursprünglich geplanten Bauort Rendsburg bereits zu nahegekommen.
Hauptbetätigungsfeld war jedoch weiterhin der Bau von Dampfmaschinen, gelegentlich wurden kleine Schiffe gebaut, 1860 das Bugsierschiff Kiel und 1864 das Bugsierschiff Schwentine.
1879 schied Johann Schweffel jr., der Sohn des Mitbegründers von „Schweffel & Howaldt“, aus der Firma aus und das Unternehmen wurde von den drei Söhnen August Ferdinand Howaldts, Georg, Bernhard und Hermann Howaldt als „Maschinenfabrik Gebrüder Howaldt“ weiter geführt.
Georg Howaldt hatte bereits 1865 auf einem gemieteten Platz bei Ellerbek eine kleine Werft errichtet, auf der im gleichen Jahr ein kleiner Dampfer von 93 BRT namens Vorwärts vom Stapel lief. Aus dieser 1867 vom Norddeutschen Bund übernommenen Werft wurde dann die Königliche Werft Kiel (nach der Gründung des Deutschen Kaiserreichs 1871 umbenannt in Kaiserliche Werft Kiel).
1876 gründete Georg Howaldt in der Dietrichsdorfer Feldmark an der Schwentinemündung auf einem 440 m² großen Gelände die Kieler Schiffswerft mit zunächst 95 Arbeitern. Der neue Betrieb expandierte schnell; 1883 waren bereits 1195 Arbeiter auf nun 6600 m² großen Areal tätig. Maschinen und Zubehör für die Schiffe bezog die Werft von der Maschinenfabrik Gebrüder Howaldt. Diese erwies sich bald als zu klein, und daher wurde neben Georg Howaldts Werft eine neue Maschinenfabrik errichtet, die 1883 eröffnet wurde. Eine eigene Dockgesellschaft war zum Betrieb eines Schwimmdocks gegründet worden, um auch Schiffsreparaturen durchführen zu können. Von dieser gründerzeitlichen Werft steht heute nur noch die 1884 durch den bekanntesten Kieler Architekten seiner Zeit, Heinrich Moldenschardt, errichtete „Alte Metallgießerei“, die zum Industriemuseum ausgebaut wurde.

### Howaldtswerke (1889 bis 1917)

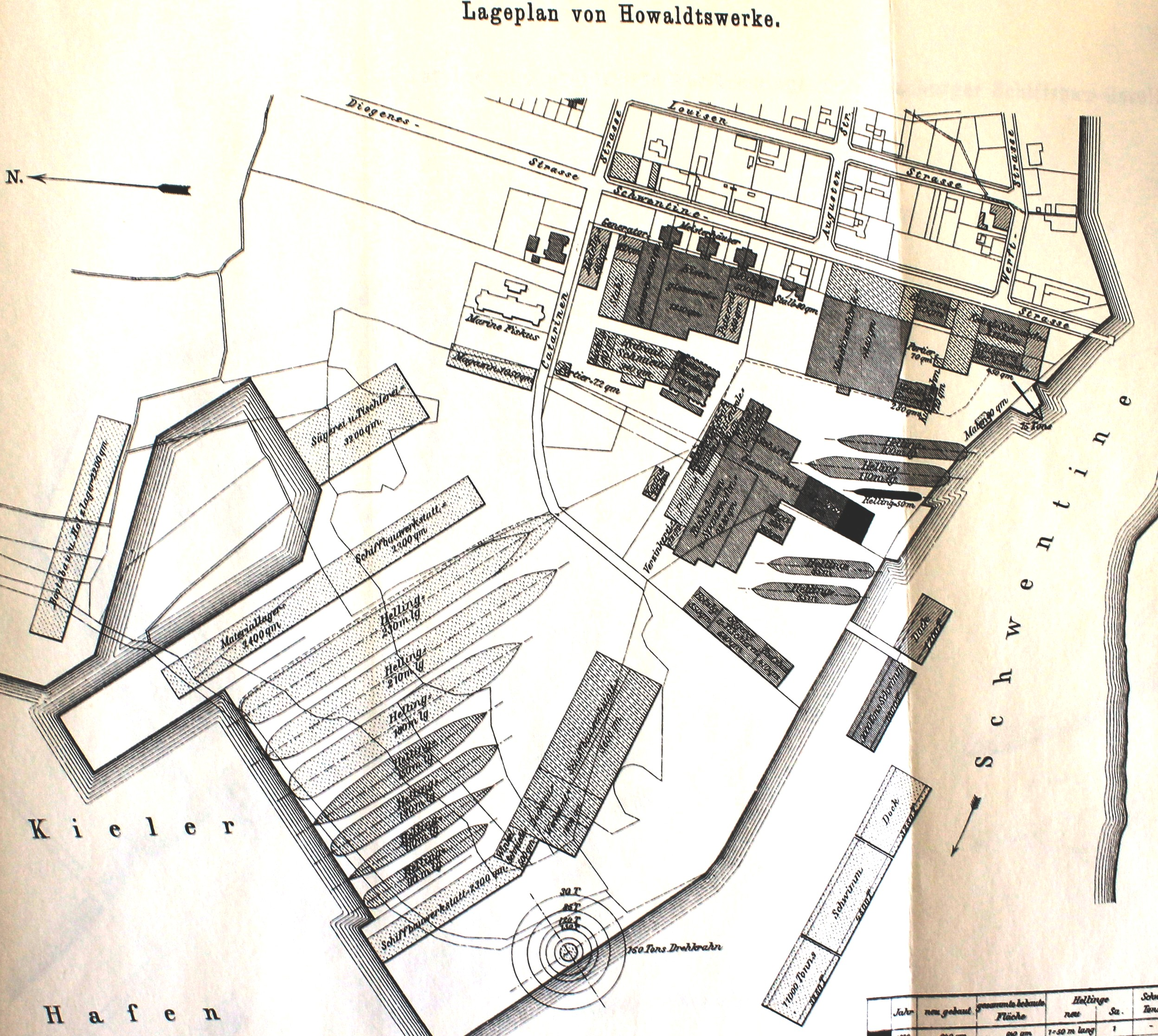
Plan der Werft um 1900

Am 22. Juni 1889 wurden die Maschinenfabrik Gebrüder Howaldt und die Kieler Schiffswerft von Georg Howaldt, ehemals Reuter & Ihms, zur Aktiengesellschaft Howaldtswerke vereinigt. Firmensitz war das Gelände in Dietrichsdorf am Ostufer der Kieler Förde, auf dem bis 1983 Schiffbau betrieben wurde.
Bis zur Jahrhundertwende hatten bereits 390 Dampfer die Werft verlassen. Im Ersten Weltkrieg wurden einige Torpedoboote für die Kaiserliche Marine gebaut. Die Howaldtswerke profitierten davon, dass Kiel in dieser Zeit zum zentralen Hafen der deutschen Marine ausgebaut wurde.

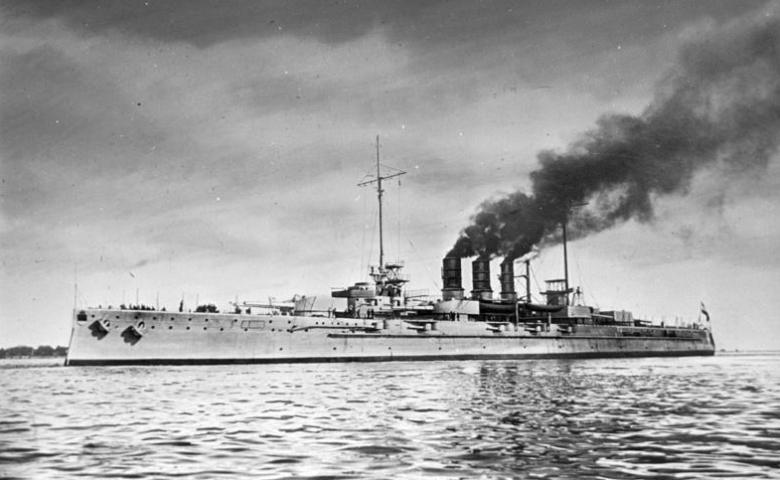
Linienschiff SMS Helgoland (1909)

Nach dem Tode seines jüngsten Bruders Herrmann im Jahre 1900 und dem Ausscheiden von Bernhard Howaldt leitete Georg Howaldt mit seinem ältesten Sohn A. J. Georg das Unternehmen.
1897 wurde nach dem Brandtaucher als zweites U-Boot das sog. Versuchs-U-Boot bei Howaldt gebaut, das aber technisch nicht überzeugte. Bis zum Beginn des Zweiten Weltkriegs waren die Howaldtswerke nicht mehr in großem Stil mit dem Bau von U-Booten befasst, sondern konzentrierten sich auf große Schiffe für die Kaiserliche Marine. Die Belegschaft wuchs vor dem Ersten Weltkrieg auf 3000 Mann. 1908 bis 1911 wurde das Linienschiff Helgoland gebaut, 1908 das erste Schiff mit turboelektrischem Antrieb, das U-Boot-Hebeschiff Vulkan. 1911 folgte das Linienschiff Kaiserin und 1916 als eines der letzten fertiggestellten Linienschiffe der Kaiserlichen Marine die Bayern. Zudem folgte ab 1917 der Bau der Großen Torpedoboote H 145 bis H 147.

### Howaldtswerke AG, Kriegsmarinewerft Kiel (1918 bis 1945)

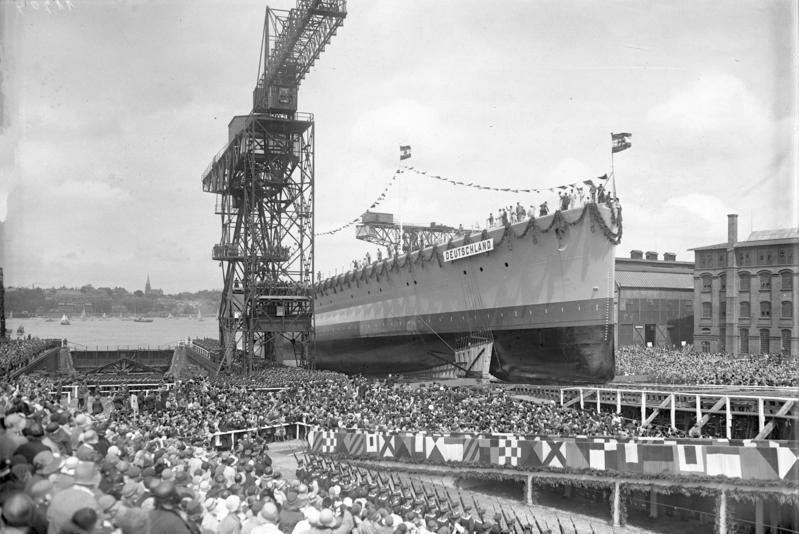
Stapellauf des Panzerschiffs Deutschland am 19. Mai 1931 auf der Werft Deutsche Werke Kiel (DWK), heutiges TKMS-Gelände.

Nach Kriegsende 1918 stand die Werft in Kiel vor einer Beinahe-Pleite und hielt sich u. a. mit Arbeiten für die Deutsche Reichsbahn über Wasser.
1926 stand die Werft vor der Liquidation, doch der Inhaber der mit dem Unternehmen eng verbundenen Schwentine-Dock-Gesellschaft, Heinrich Diederichsen, erwarb die Aktienmehrheit und betrieb die Howaldtswerke AG weiter.
Die Vulkan-Werke Hamburg wurden im Jahre 1930 von der Deutsche Schiff- und Maschinenbau Aktiengesellschaft (Deschimag) übernommen und zusammen mit der insolventen Werft Janssen & Schmilinsky als Howaldtswerke AG Kiel, Abteilung vormals Vulcan weiter betrieben.
Die Weltwirtschaftskrise Ende der 1920er Jahre ließ die Tätigkeit aller Werften auf ein Minimum sinken; erst ab 1934 war mit dem Beginn der Aufrüstung von Reichs- bzw. Kriegsmarine wieder eine Belebung zu verzeichnen.
Heinrich Diederichsen verkaufte im März 1937 seine Howaldt-Anteile an die staatliche Deutsche Werke AG mit Sitz in Berlin und die beiden Howaldt-Standorte Hamburg und Kiel wurden selbstständige Einheiten. Vorstand in Kiel wurde Felix Scheder-Bieschin († 1940), der vorher ab 1934 Direktor der Emder Nordseewerke gewesen war.
Am 1. April 1939 übernahm die Kriegsmarine die Kieler Werft in Neumühlen-Dietrichsdorf und führte sie mit den Einrichtungen des Marinearsenals Kiel als Kriegsmarinewerft Kiel mit einer Belegschaft von 17.730 Personen (1941) weiter. Die Wirtschaftlichkeit dieses staatlichen Betriebes war unbefriedigend und daher wurde zum 1. Juli 1943 von den ab 1939 in Hamburg ansässigen Howaldtswerken der Rückkauf des Kieler Standortes getätigt.
Im Zweiten Weltkrieg bauten die Howaldtswerke (incl. Kriegsmarinewerft Kiel) insgesamt 64 U-Boote des Typs VIIC (davon in Hamburg 33 und in Kiel 31 Boote). Auf der Kieler Werft wurde von 1941 bis 1943 dafür der U-Boot-Bunker Kilian errichtet.
Bei Kriegsende waren in Kiel 80 % der Gebäude und 60 % der Maschinen zerstört bzw. nicht mehr betriebsfähig. Im Hamburger Werk waren 36 % der Gebäude, 12,5 % der Maschinen und 22 % sonstige Anlagen unbrauchbar. Von den drei Kieler Großwerften Germaniawerft, Deutsche Werke Kiel/DWK und Howaldt wurden nur die Howaldtswerke nicht demontiert.

### Kieler Howaldtswerke AG, Kiel und Howaldtswerke Hamburg AG (nach 1945)
Anfang 1953 wurden die beiden Werften in Hamburg und Kiel wie bereits 1939 wieder zu selbstständigen Unternehmen. Die Kieler Werft hieß nun Kieler Howaldtswerke AG, Kiel; der andere Standort Howaldtswerke Hamburg AG. Im November 1954 erfolgte die Verschmelzung der Kieler Howaldtswerke mit der DWK, deren Werftanlagen in Kiel-Gaarden nach 1945 fast völlig demontiert wurden. Die größte Helling Nr. 3 auf dem früheren DWK-Gelände, das nun die Bezeichnung Kieler Howaldtswerke AG, Werk Gaarden bekam, wurde als neue Helling I wiederhergestellt und für Schiffe bis zu 80.000 tdw erweitert. Bis Ende der 1950er Jahre wurden eine neue 11 Meter hohe Schiffbauhalle mit 5500 m² Fläche und zusätzlich zu den beiden vorhandenen Trockendocks Nr. V und VI der ehemaligen DWK zwei neue Baudocks (Dock 7 und 8) für Schiffe bis 85.000 bzw. 120.000 tdw errichtet. Die Belegschaft umfasste 1956 über 13.000 Personen.
Im Wirtschaftswunder der 1950er Jahre florierte der Schiffbau: unter anderem ließ Aristoteles Onassis einige seiner Tanker (z. B. die Tina Onassis) bei Howaldt bauen.
Bei den Beschäftigten kam dieser Boom jedoch nicht an. Am 24. Oktober 1956 begannen die Arbeiterinnen und Arbeiter der Howaldtswerft einen Streik, der sich auch auf weitere Betriebe in Schleswig-Holstein ausweitete und der mit 114 Tagen der längste Streiks in der Geschichte der Bundesrepublik wurde. "Die Arbeiter forderten eine Lohnfortzahlung im Krankheitsfall und damit eine Gleichstellung mit den Angestellten, die Zahlung eines zusätzlichen Urlaubsgelds sowie eine Verlängerung des Urlaubs auf achtzehn Tage." Das Film-Dokudrama "Die mutigen 56" thematisiert die heute wenig bekannten Ereignisse.

## Fusion zu HDW
Ende 1968 schlossen die beiden Hamburger Werften Howaldtswerke Hamburg und Deutsche Werft mit den Kieler Howaldtswerke einen Betriebspacht- und Auftragsübertragungsvertrag mit dem neuen Unternehmen Howaldtswerke-Deutsche Werft AG (HDW) ab, das zu gleichen Teilen dem Salzgitter-Konzern und der Deutsche Werft AG gehörte. Die Gesamtbelegschaft von HDW betrug zur Zeit der Gründung 21.684 Personen. 1969 fusionierten die Hamburger und Kieler Aktiengesellschaften und wurden 1970 in eine GmbH umgewandelt. Zum 1. Januar 1972 übernahm der Salzgitter-Konzern die Anteile der Deutschen Werft AG und war nun alleiniger Eigentümer der Howaldtswerke. 1973 wurde das bisher gepachtete Anlagevermögen der Deutschen Werft in Finkenwerder gekauft und der Schiffbau dort eingestellt. Der HDW-Standort Hamburg wurde in den 1980er Jahren völlig aufgegeben. Das Werk Reiherstieg stellte 1982/83 den Betrieb ein; das Werk Ross, die ehemalige Vulkanwerft, folgte zwei Jahre später 1985.
Umfangreiche Investitionen bedingten 1975 eine Kapitalerhöhung, die zu einer Beteiligung des Landes Schleswig-Holstein an HDW von 25,1 % führten. Diese Anteile wurden in den 1990er Jahren vom Land wieder verkauft.

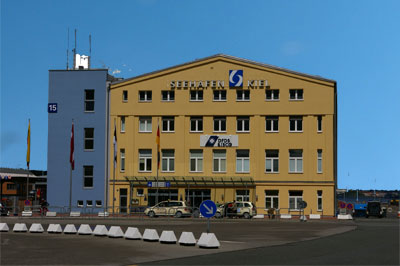
DFDS LISCO im Kieler Ostuferhafen

Bereits 1968 war der U-Boot-Bau in Kiel auf das Areal des früheren Großmotorenwerkes Buckau-Wolf (bis 1956 Bohn & Kähler) umgezogen. Das als Werk Kiel-Süd der damaligen Kieler Howaldtswerke bezeichnete Gelände war bis 1945 Teil der Germaniawerft und wurde 1989 wieder geschlossen.
Das veraltete Stammwerk in Dietrichsdorf wurde Anfang der 1980er Jahre stillgelegt und der Betrieb vollständig in den modernen Anlagen in Gaarden (ehemals Kaiserliche Werft/DWK) konzentriert. 1983 wurde das Werk Dietrichsdorf an der Schwentinemündung, wo 1876 die von Georg Howaldt gegründete erste Werft entstand, aufgegeben und das Gelände im Dezember 1984 an die Stadt Kiel verkauft. Die Reste des dortigen U-Boot-Bunkers Kilian wurden um 2000 herum beseitigt und das Areal für die Erweiterung des Ostuferhafens benutzt. Heute ist dort u. a. der Anleger für die Fähre nach Klaipėda der litauischen Reederei AB DFDS Lisco.
1981 betrug der Umsatz der HDW 1,01 Milliarden DM, verzeichnete aber einen Jahresverlust von 85 Millionen DM.
1986 war das Unternehmen in eine Untersuchung des Deutschen Bundestags verwickelt (Hauptartikel: U-Boot-Pläne-Untersuchungsausschuss). HDW hatte U-Boot-Blaupausen nach Südafrika geliefert, obwohl zu diesem Zeitpunkt ein Embargo bestand.
Ab den 1990er Jahren sanierte sich HDW, um der Konkurrenz aus Fernost standhalten zu können. Besonders der Containerschiffbau geriet stark unter Druck. Durch Käufe der schwedischen Kockumswerft, den griechischen Hellenic Shipyards und Kooperationen wandelte sich HDW zu einem internationalen Konzern.
Das heutige TKMS-Werftgelände in Kiel-Gaarden am Ostufer der Kieler Förde erstreckt sich über das Gelände der beiden ehemaligen Kieler Großwerften Kaiserliche Werft/DWK/Howaldtswerke und Germaniawerft.

## 21. Jahrhundert

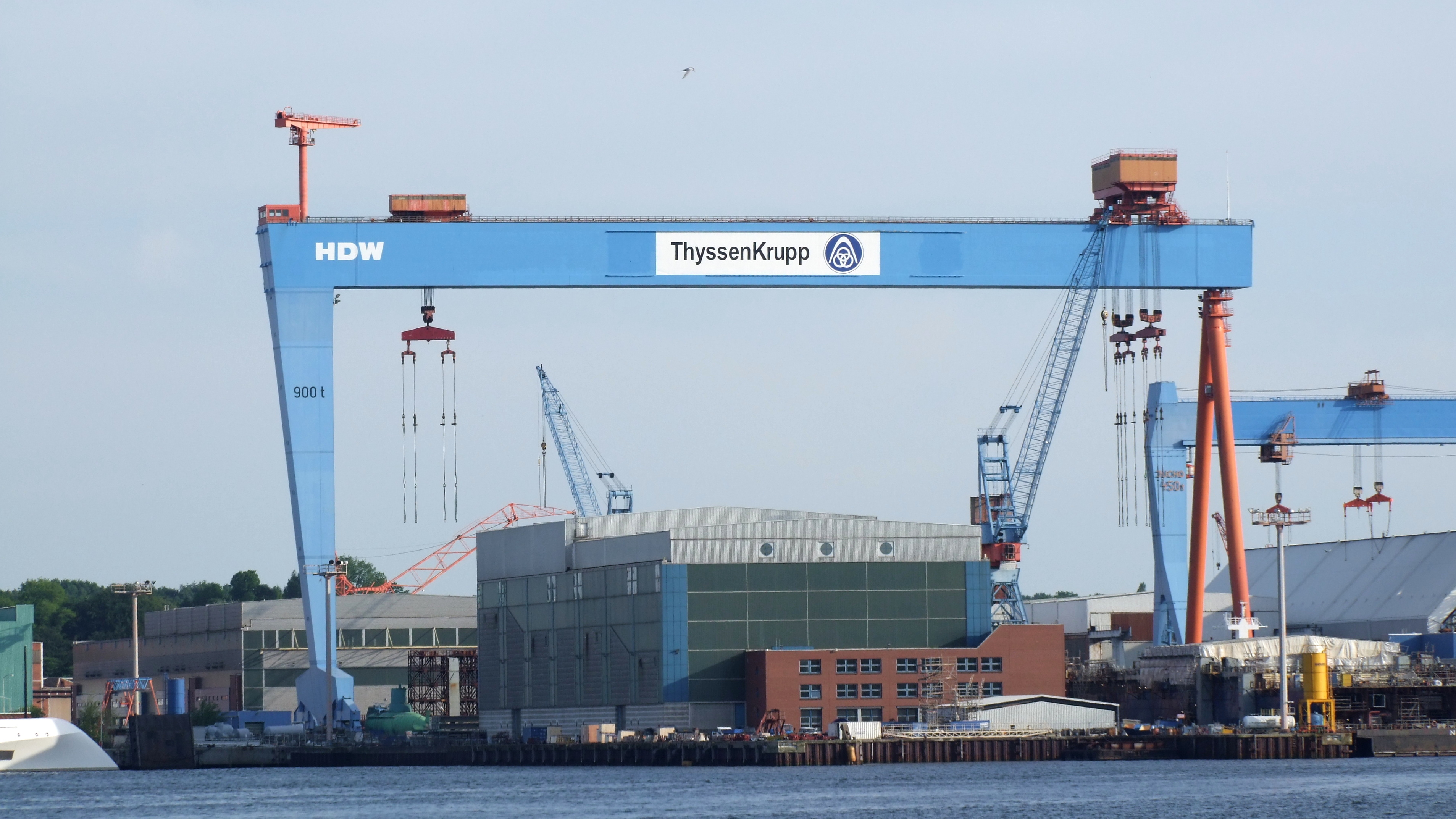
HDW-Kran

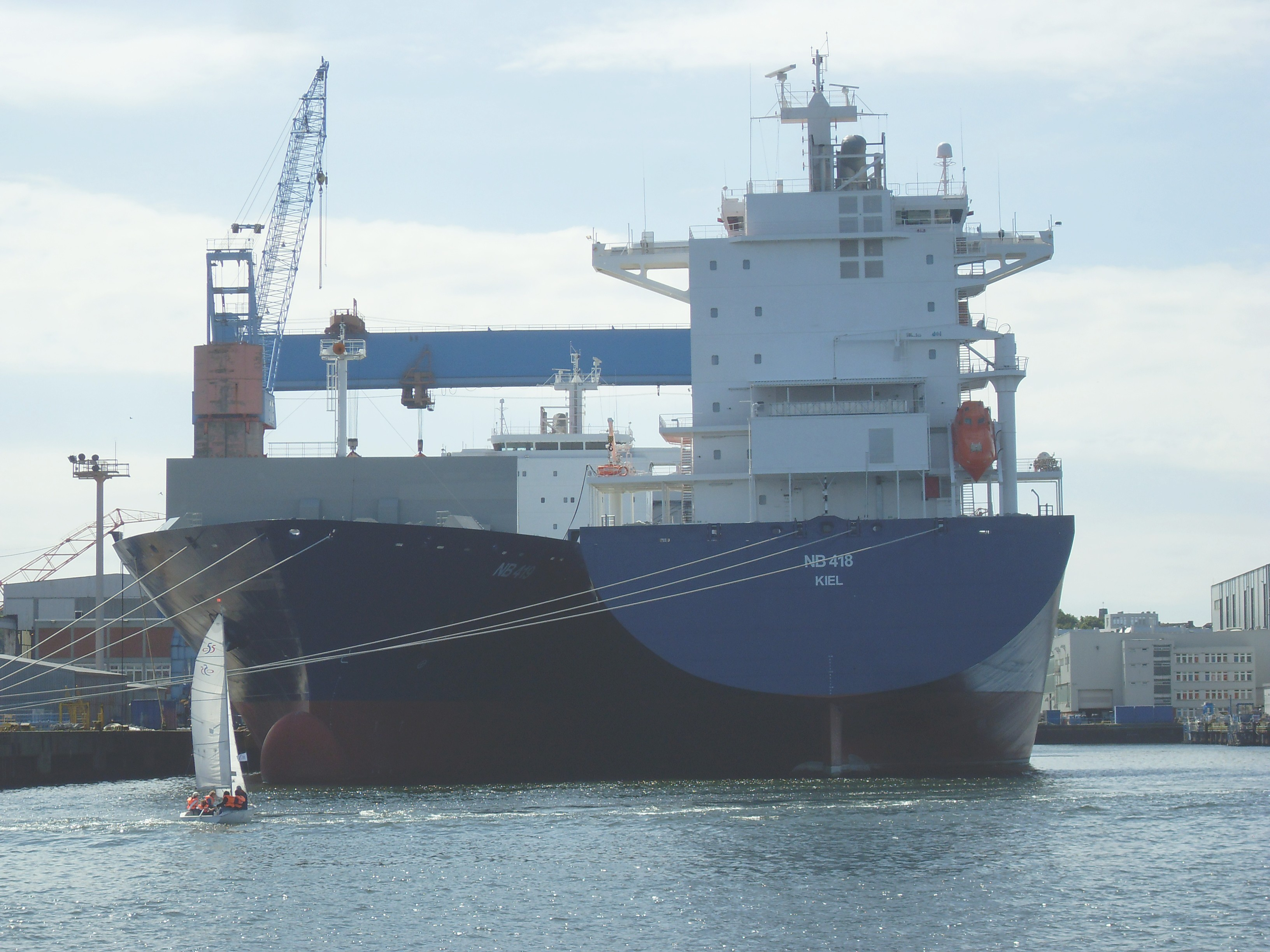
Die Neubauten NB418 und NB419

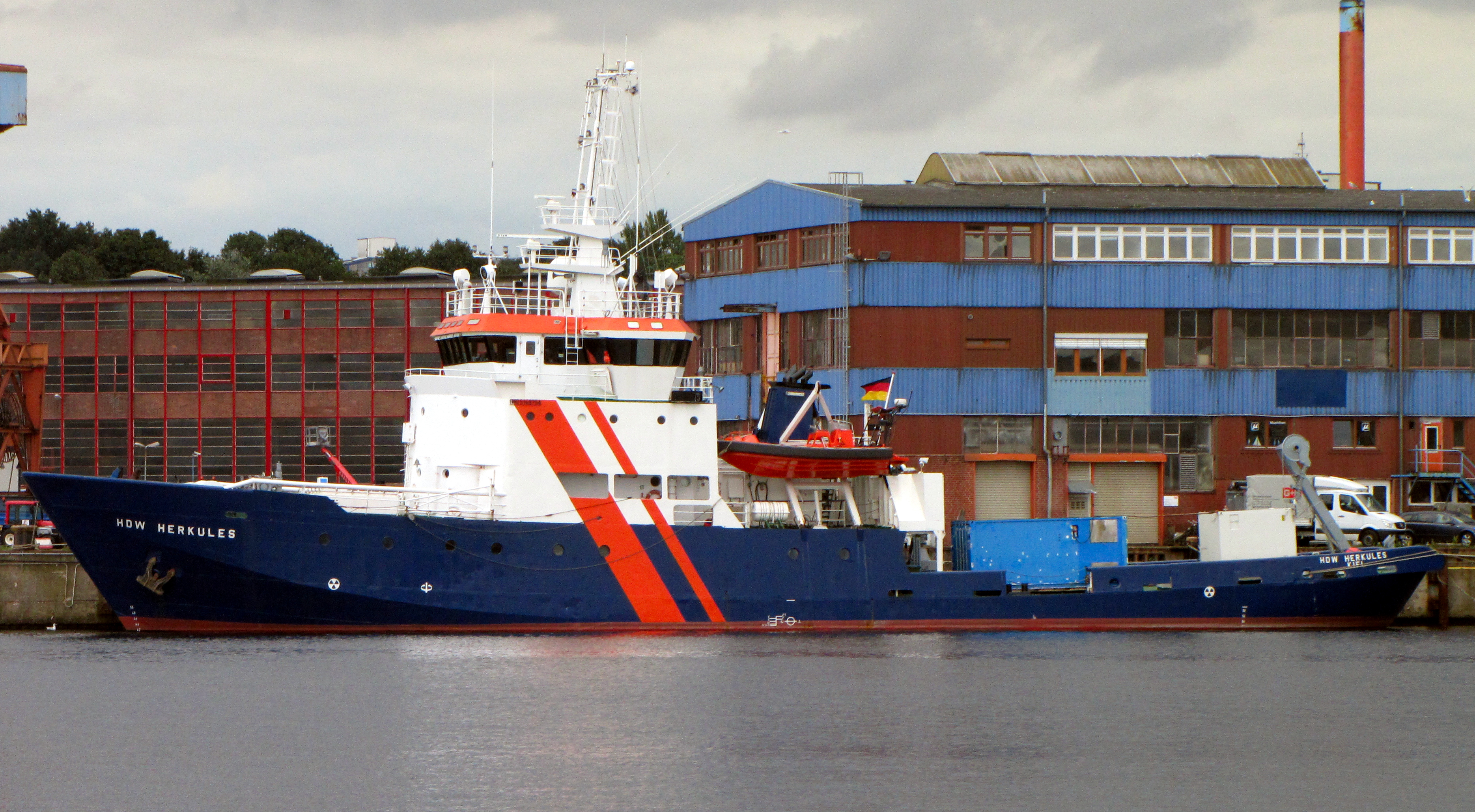
Werfteigenes U-Boot-Begleitschiff HDW Herkules

Zusammen mit ihren Tochtergesellschaften beschäftigt die HDW-Gruppe rund 6600 Mitarbeiter in Deutschland, Griechenland und Schweden.
Der Sitz der Gruppe ist Kiel mit Haupt-Aktivitäten in Kiel, Karlskrona und Malmö in Schweden sowie Skaramagas in Griechenland. Ein Schwerpunkt ist der Bau von U-Booten. Mit moderner Wasserstofftechnik wird international eine führende Position im konventionellen U-Boot-Bau eingenommen. Ebenfalls stammten die ersten Tarnkappen-Korvetten der Welt von der Tochtergesellschaft Kockums AB in Schweden.
Im März 2002 übernahm der US-amerikanische Finanzinvestor One Equity Partners (OEP) von der Babcock AG die Mehrheit an der HDW. Als Babcock kurz danach Insolvenz anmelden musste, forderte die Babcock AG die OEP zu einer Rückabwicklung des Verkaufs auf. Diese Forderung wurde allerdings abgewendet.
Seit 2005 ist HDW Teil der TKMS, zu der u. a. Blohm + Voss in Hamburg gehörte. Dazu hat die ThyssenKrupp AG die HDW von OEP gegen Gewährung einer Beteiligung von 25 % an der neuen Holding ThyssenKrupp Marine Systems übernommen. Der Vertrag wurde von der Kartellbehörde genehmigt. HDW-Hagenuk Schiffstechnik, wurde im Rahmen dieses Verfahrens an Imtech Marine & Offshore übereignet. Zunächst sollen alle Standorte erhalten bleiben. Langfristig soll ein europäischer Verbund angestrebt werden. Das Geschäft war umstritten: Zum einen wurde nach den Plänen von ThyssenKrupp die Konzernzentrale der TKMS nach Hamburg verlagert, der gesamte Überwasserschiffbau soll eigentlich nach Emden und in Kiel bliebe nur der U-Boote-Bau. Die Gewerkschaften und die dort Arbeitenden befürchten den Verlust von bis zu 1000 Arbeitsplätzen in Kiel.
Inzwischen hatte HDW die Führung im Bereich Unterwasser innerhalb der TKMS übernommen. Die zivilen Überwasser-Aktivitäten wurden zum 1. Juli 2005 in die HDW-Gaarden GmbH ausgegliedert, die zwar auf dem gleichen Firmengelände ansässig, aber buchungstechnisch eigenständig war. 2011 wurde die HDW-Gaarden GmbH von Abu Dhabi Mar (ADM) übernommen und wurde zunächst in „Abu Dhabi MAR Kiel GmbH“ (ADMK) umbenannt. Seit März 2015 firmiert sie unter dem Namen German Naval Yards.
Im Unterwasserbereich wurden die beteiligten Abteilungen des vormaligen Konsortialpartners NSWE divisionär unter die Leitung von HDW gestellt.
Die von HDW in die TKMS eingebrachten Werften Hellenic Shipyards (HSY) in Griechenland und die Kockums AB in Schweden sind nicht länger Bestandteil der „HDW Group“, sondern wurden als Teile von ThyssenKrupp Marine Systems firmiert, bislang allerdings ohne die bisherigen Gesellschaftsformen zu ändern. HSY wurde 2011 von ADM übernommen.
Die von der Buxtehuder Reederei NSB Niederelbe Schiffahrtsgesellschaft bestellten und im Jahr 2010 fertiggestellten Containerfrachter NB418 (IMO-Nr. 9418377) und NB419 (IMO-Nr. 9423035), die eine Ladekapazität von jeweils 3400 Standardcontainern haben, waren die größten bei HDW gebauten Containerfrachter seit mehr als zwölf Jahren. Der Auftrag für den schon angefangenen Neubau NB420 wurde storniert, der Rohbau, in dem bereits 4000 Tonnen Stahl verbaut wurden, wurde verschrottet.
Im Oktober 2011 wurde bekannt, dass korruptionsverdächtige Millionenzahlungen von HDW an einen südkoreanischen Vertriebspartner geflossen seien. ThyssenKrupp kündigte daraufhin an, die Zahlungen zu prüfen – auch als Reaktion auf den Korruptionsverdacht beim Motorenhersteller Tognum, die mit dem HDW-Partner geschäftlich aktiv gewesen sein soll.

### Umstrukturierung der ThyssenKrupp Marine Systems Ende 2012
Ende 2012 wurde im Rahmen der Umstrukturierung des ThyssenKrupp-Konzerns auch der Bereich ThyssenKrupp Marine Systems umgebaut. Die Kieler Traditionswerft HDW wurde am 10. Dezember 2012 in ThyssenKrupp Marine Systems GmbH umbenannt. ThyssenKrupp hat die beiden Geschäftsbereiche Anlagenbau und Marineschifffahrt zusammengefasst in dem Bereich Industrial Solutions, zu dem auch die ThyssenKrupp Marine Systems-Betriebe in Kiel (bisher HDW), Hamburg (früher Blohm+Voss Naval), Emden (ebenfalls Blohm+Voss Naval) und schwedischen Karlskrona (Kockums) gehören. Damit ist der Name „HDW“ Industriegeschichte. Kiel hat künftig den Status einer Dachgesellschaft für die ThyssenKrupp Marine Systems-Standorte.

## Bekannte bei HDW gebaute Schiffe oder Schiffsklassen
Die HDW hat in ihrer Geschichte bisher weit über 1500 Schiffe gebaut. Darunter sind:
- Vulkan (1908), erstes deutsches U-Boot-Hebeschiff
- Otto Hahn (1968), Atom-Frachter
- Hamburg (1969) als Passagierdampfer und Kreuzfahrtschiff im Werk Finkenwerder von HDW für die Deutsche Atlantic Line Hamburg gebaut, später viele Jahre unter sowjetischer und russischer Flagge als Maxim Gorkiy im Dienst; 2009 auf den Abwrackwerften bei Alang (Indien) verschrottet
- Berlin (1980), Kreuzfahrtschiff
- FS-1500-Fregatten ab 1981
- Polarstern (1982), Polarforschungsschiff
- Astor (1987), Kreuzfahrtschiff
- Prinsesse Ragnhild  (1981), RoRo-Schiff
- Deutschland (1998), Flaggschiff der Peter Deilmann Reederei sowie „Das Traumschiff“
- Mehrzweckschiffe der CL10-Baureihe, ab 1977
- Bonn-Express-Klasse-Schiffe, ab 1989
- Octopus (2003), Megayacht
- U 31 (2004), modernstes Brennstoffzellen-U-Boot der Welt
- A (2008), Megayacht